# Тыква (плод)

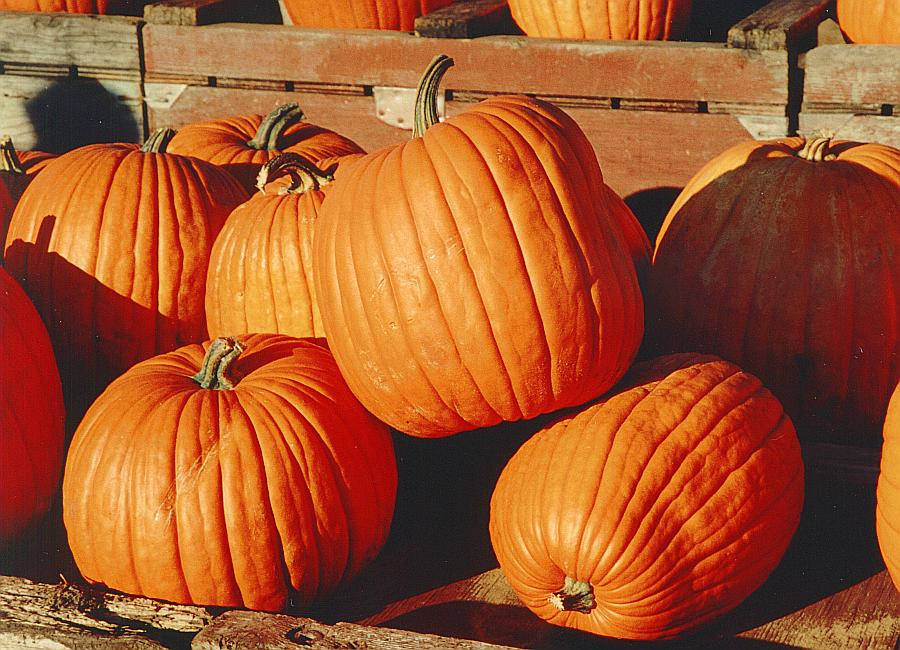
Тыквы

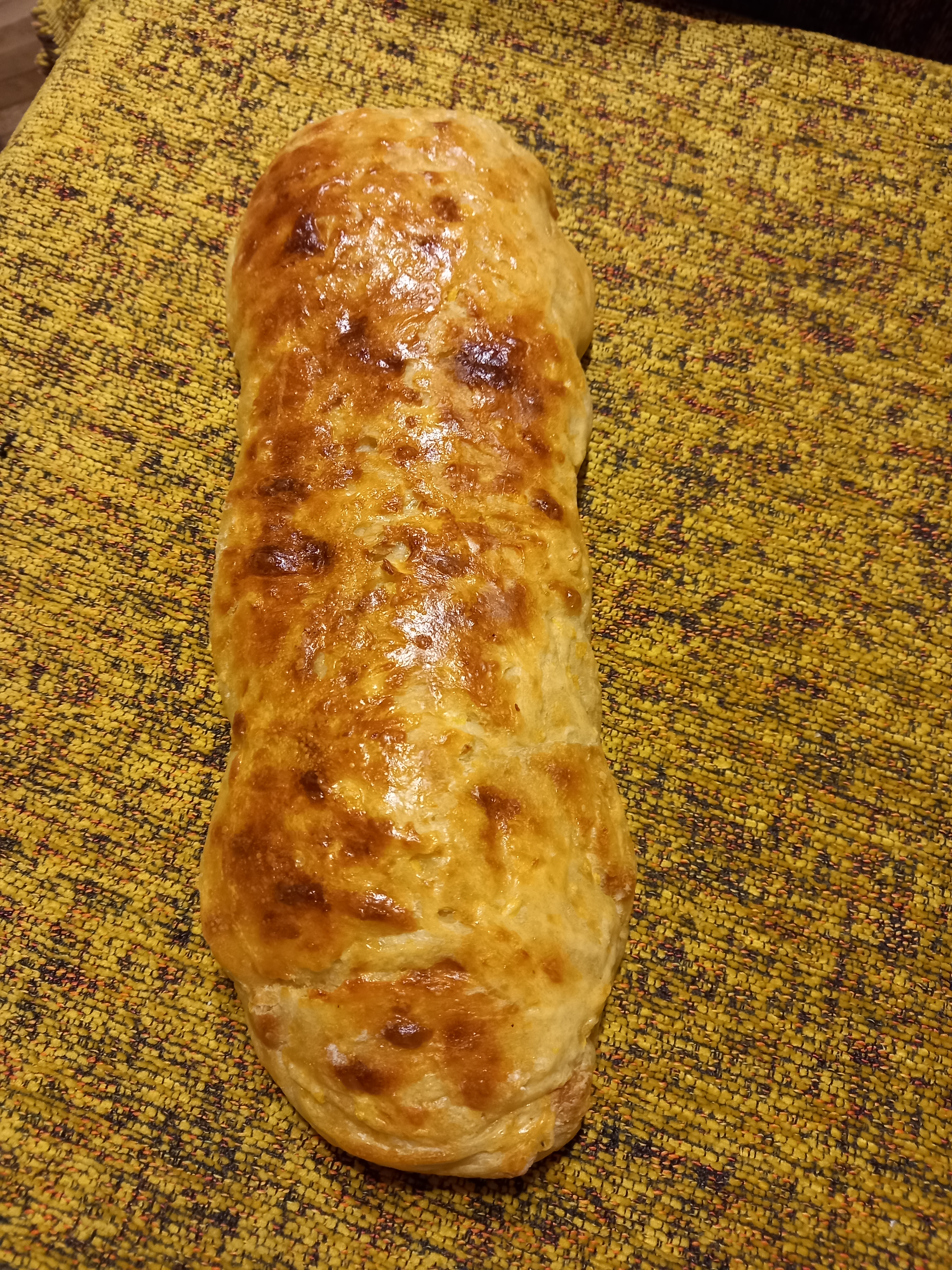
Армянский тыквенный хлеб

Ты́ква — название плодов некоторых культивируемых видов рода Тыква (Cucurbita): Cucurbita argyrosperma C.Huber, Cucurbita ficifolia Bouché, Cucurbita maxima Duchesne, Cucurbita moschata Duchesne и Cucurbita pepo L..
Наряду с кукурузой, тыква — одна из старейших культур Западного полушария. Родиной культивируемых видов является центральная Мексика. В этих местах тыкву начали выращивать 5-6 тыс. лет до нашей эры. Коренные американские племена перед употреблением засушивали или жарили куски тыквы на открытом огне. В Европу семена растений были завезены Христофором Колумбом, однако тыква получила признание как пищевая культура только к XVII веку.
Тыква является хорошим источником клетчатки, витамина A, витаминов группы B, калия, белка и железа. Помимо пищевой ценности, плоды тыкв используются в элементах декора (светильник Джека).
По состоянию на 2008 год лидером по выращиванию тыквы на мировом рынке является Китайская Народная Республика; Россия занимает третье место в рейтинге.

## В культуре
Проводятся фестивали и конкурсы на самую большую тыкву. Мировой рекорд — 1226 кг — был установлен в Италии в 2021 году.